# Oliver Schnitzler
Oliver Schnitzler (* 13. Oktober 1995 in Gummersbach) ist ein deutscher Fußballtorwart.

## Karriere

### Im Verein
Schnitzler begann seine Karriere beim SV Frömmersbach und wechselte über den SSV Bergneustadt im Jahr 2009 in das Nachwuchsleistungszentrum von Bayer 04 Leverkusen. 2010/11 und 2011/12 kam er regelmäßig für Bayers B-Junioren in der U-17-Bundesliga West zum Einsatz und war ab der Saison 2012/13 Stammtorhüter der A-Junioren. Am 10. August 2013 (3. Spieltag) bestritt er gegen Rot-Weiss Essen erstmals eine Partie für Bayers zweite Mannschaft in der Regionalliga West, sah in der 49. Minute jedoch nach einer Notbremse die Rote Karte. 2013/14 absolvierte er außerdem fünf Gruppenspiele in der UEFA Youth League, wobei er im fünften Spiel gegen Manchester United ebenfalls mit einer Roten Karte vom Platz gestellt wurde.
Zur Saison 2014/15 wurde Schnitzler vom Zweitligisten VfR Aalen verpflichtet. Der Torhüter unterschrieb einen Dreijahresvertrag. Nach zehn Einsätzen für die zweite Mannschaft in der Oberliga Baden-Württemberg gab er am 24. Mai 2015 (34. Spieltag) gegen den 1. FC Nürnberg sein Zweitligadebüt bei den vor diesem Spieltag bereits als Absteiger feststehenden Aalenern.
Zur Saison 2016/17 wechselte Schnitzler zurück in die 2. Bundesliga zum 1. FC Heidenheim. Am 15. Spieltag kam er gegen Hannover 96 zu seinem einzigen Einsatz für den FCH. In der Winterpause verließ er den Verein und wechselte zum Drittligisten Hallescher FC, bei dem er einen Vertrag bis Juni 2018 unterschrieb. Der Vertrag wurde nicht verlängert.
Zur Drittligasaison 2018/19 unterschrieb Schnitzler einen Zweijahresvertrag bei Preußen Münster. Dort war er zu Saisonbeginn Stammtorhüter, nach einer erlittenen Gehirnerschütterung am 5. Spieltag gegen den VfL Osnabrück verlor Schnitzler seinen Platz im Tor an Maximilian Schulze Niehues, der diesen für den restlichen Saisonverlauf behielt. Ende Oktober 2019 hütete Schnitzler nach dem verletzungsbedingten Ausfall von Schulze Niehues nochmals für vier Partien das Tor, ein haltbares Gegentor bei einer 2:4-Niederlage gegen den FSV Zwickau sorgte aber dafür, dass er erneut auf der Bank Platz nehmen musste. Mit dem Drittligaabstieg des Klubs am Ende der Saison 2019/20 verließ er Münster und schloss sich der SG Sonnenhof Großaspach in der Regionalliga Südwest an, die ebenfalls aus der dritten Liga abgestiegen waren. Schnitzler war zu Saisonbeginn Stammtorhüter Großaspachs, nachdem er am 6. Spieltag gegen die Zweitmannschaft des SC Freiburg bereits nach 13. Minuten die rote Karte gesehen hatte, konnte er nach seiner Spielsperre David Nreca-Bisinger nicht mehr aus dem Tor verdrängen. Im Dezember 2020 erlitt er im Training einen Achillessehnenriss und kam bis zu seinem Abgang am Saisonende nicht mehr zum Einsatz.
Zur Saison 2021/22 schloss er sich dem Westfalen-Oberligisten Sportfreunde Siegen an. Noch vor Ende der Spielzeit wurde der Wechsel zum SV Rahrbachtal in die Kreisliga A für die Saison 2022/23 bekannt gegeben, mit dem Klub gewann er im Juli 2022 den Gemeindepokal der Gemeinde Kirchhundem.
In der Saison 2022/23 stieg Schnitzler mit dem SV Rahrbachtal in die Bezirksliga auf. Für den SV Rahrbachtal war damit der Durchmarsch von der Kreisliga B in die Bezirksliga perfekt.

### Nationalmannschaft
Schnitzler lief seit 2011 für die Juniorenauswahlteams des DFB auf. 2012 nahm er mit der U-17-Nationalmannschaft an der Europameisterschaft in Slowenien, wo die Mannschaft das Finale erreichte und sich dort den Niederländern erst im Elfmeterschießen geschlagen geben musste. Nach dem Turnier wurde Schnitzler von der UEFA zum besten Torhüter der Endrunde gewählt. Zwei Jahre später war er bei der U-19-Europameisterschaft in Ungarn erneut Stammtorhüter der deutschen Mannschaft. Nachdem die Mannschaft in der Qualifikation Rekordsieger Spanien ausgeschaltet hatte, kassierte Schnitzler während der gesamten Endrunde lediglich zwei Gegentreffer und gewann mit einem 1:0-Finalerfolg gegen Portugal den Europameistertitel.

## Erfolge
- U-19-Europameister: 2014
- Finalist Europameisterschaft 2012
- Gemeindepokalsieger 2022
- Meister Kreisliga A Olpe 2022/23